# Juan de Valdés Leal

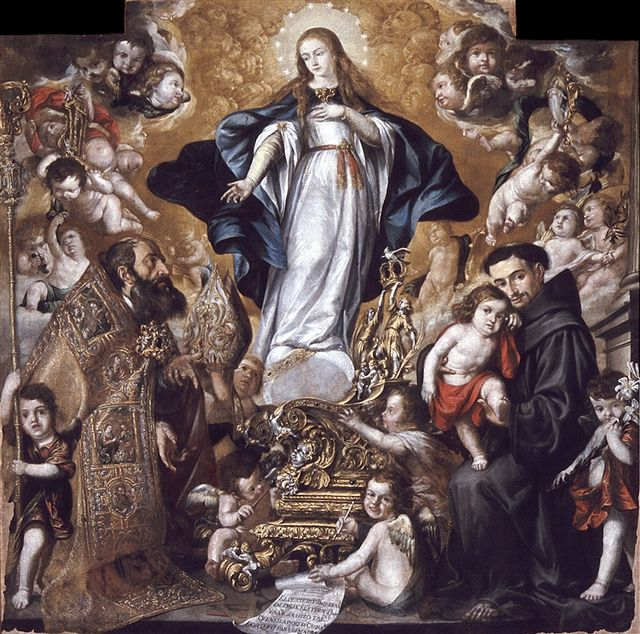
La Madonna degli Argentieri al Museo de Bellas Artes de Cordova.

Juan de Valdés Leal (Siviglia, 4 maggio 1622 – Siviglia, 15 ottobre 1690) è stato un pittore spagnolo.

## Biografia

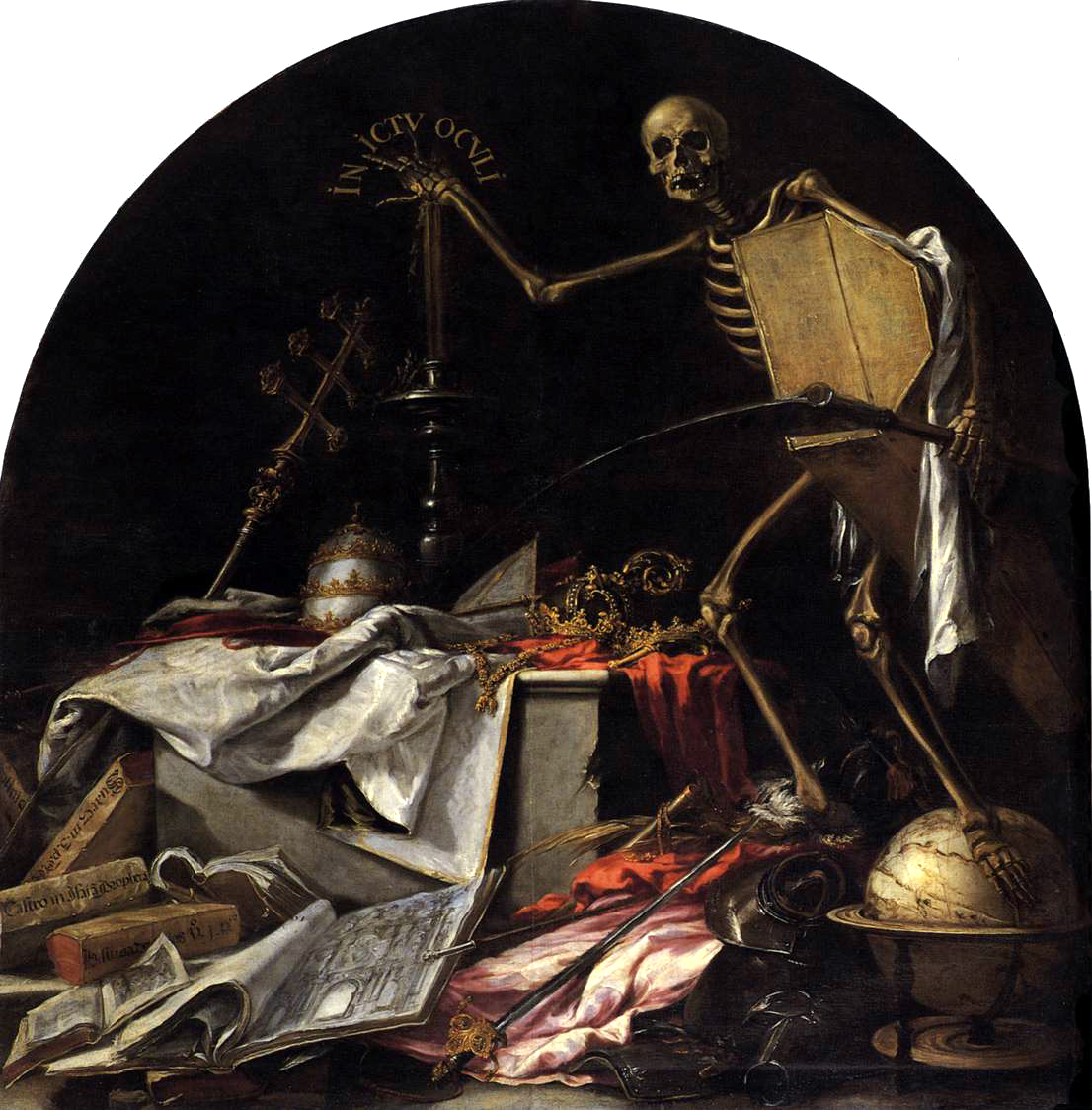
J. Valdés Leal, In ictu oculi (1672)
Siviglia, Hospital de la Caridad.

Juan de Valdés Leal nacque a Siviglia nel 1622. Dopo un'iniziale attività di orafo, Valdés Leal entrò a bottega dal pittore di Cordova Antonio del Castillo y Saavedra. Tra le sue prime opere, caratterizzate da forti contrasti chiaroscurali, vanno ricordate quelle esegue per il monastero delle carmelitane di Cordova (l'Assunzione di Elia e lo Sterminio dei sacerdoti di Baal).
Nel 1657 si stabilì a Siviglia, dove erano attivi Murillo e l'ormai anziano Zurbarán, la cui influenza è evidente nelle successive opere di Valdés Leal. Si trasferì a Madrid nel 1658.
I suoi più celebri dipinti sono i Jeroglificos de la Muerte (Geroglifici della fine della vita), realizzati per l'Hospital de la Caridad di Siviglia: immagini terribili, enfatiche e caricate dal peso di una passione violenta.

## Opere
- Madonna degli Argentieri  - Museo di belle arti di Cordova 1656